# Вертумн

Вертумн (картина)

Вертумн (лат. Vertumnus) — італьське (ймовірно, етруського походження) божество пір року та пов'язаних з ними змін у природі (лат. verto — змінюю). В. наділяли здатністю перевтілюватися. За Овідієм, В. довго домагався кохання богині Помони, перевтілюючись у різні образи. Статуя Вертумна була в етруському кварталі в Римі.